# François Maisonneuve
Pour les articles homonymes, voir Maisonneuve.
François Maisonneuve est un prêtre catholique et homme politique français né le 9 septembre 1744 à Saint-Étienne-de-Montluc et décédé le 29 septembre 1813 à Nantes.

## Biographie
François Maisonneuve est le fils de François Maisonneuve, marchand, et de Gillette Meignen.
Docteur en théologie de l'Université de Nantes, ordonné prêtre, il est curé de Trans, puis recteur de Saint-Étienne-de-Montluc.
Il est élu député du clergé de la sénéchaussée de Nantes et Guérande aux États généraux de 1789.
Déporté en Espagne, pour refus de serment, il n'en revient qu'en l'an X et est nommé curé de la paroisse de Sainte-Croix de Nantes.

## Sources
- « François Maisonneuve », dans Adolphe Robert et Gaston Cougny, Dictionnaire des parlementaires français, Edgar Bourloton, 1889-1891 [détail de l’édition]